# Uniwersytet Strasburski
Uniwersytet Strasburski – został założony w 1538. 
W latach 1970–1971 przekształcony w trzy uczelnie:
- Université de Strasbourg I – także znany jako Uniwersytet Louisa Pasteura, medycyna, nauki ścisłe i techniczne
- Université de Strasbourg II – także Uniwersytet Marca Blocha, humanistyka
- Université de Strasbourg III – także Uniwersytet Roberta Schumana, prawo, politologia, ekonomia

Uniwersytety połączyły się 1 stycznia 2009, tworząc ‘Uniwersytet Strasburga’ (fr. Université de Strasbourg).
W latach 1872–1918 Reichsuniversität Straßburg, od 1877 jako Uniwersytet Cesarza Wilhelma (Kaiser-Wilhelm-Universität). 
Po przyłączeniu Alzacji do Francji niemieckich uczonych zmuszono do emigracji, głównie na Uniwersytet Albrechta i Ludwika we Fryburgu. W latach 1919–1939 uniwersytet francuski, który w roku 1939 został przeniesiony do Clermont-Ferrand, a na jego miejsce powstał w 1941 nazistowski Reichsuniversität Straßburg, po wojnie powrócił francuski.

## Studenci i wykładowcy
- Antoine Deparcieux (1703–1768)
- Johann Wolfgang von Goethe (1749–1832)
- Louis Ramond (1755–1827)
- Klemens Lothar von Metternich (1773–1859)
- Georg Büchner (1813–1837)
- Charles Frédéric Gerhardt (1816–1856),
- Louis Pasteur (1822–1895)
- Ambroise-Auguste Liébeault (1823–1904)
- Friedrich Daniel von Recklinghausen (1833–1910)
- Paul Heinrich von Groth (1843–1927)
- Lujo Brentano (1844–1931)
- Karl Ferdinand Braun (1850–1918), Nagroda Nobla 1909
- Albrecht Kossel (1853–1927), Nagroda Nobla 1910
- Georg Simmel (1858–1918)
- Oskar Minkowski (1858–1931)
- Albert Schweitzer (1875–1965), Nagroda Nobla 1952
- Martin Spahn(inne języki) (1875–1945)
- Ernest Esclangon (1876–1954)
- Paul Rohmer(inne języki) (1876–1977)
- Fred Vlès(inne języki) (1885–1944)
- Marc Bloch (1886–1944)
- Robert Schuman (1886–1963)
- Henri Lefebvre (1901–1991)
- Emmanuel Levinas (1906–1995)
- Antoine Chavasse (1909–2005)
- René Thom (1923–2002), Medal Fieldsa 1958
- Guy Ourisson(inne języki) (1926–2006)
- Yves Michaud (1930–)
- Pierre Chambon (1931–)
- Zemaryalai Tarzi (1933–)
- Alberto Fujimori (1938–)
- Jean-Marie Lehn (1939–), Nagroda Nobla 1987
- Philippe Lacoue-Labarthe (1940–2007)
- Jean-Luc Nancy (1940–)
- Jacques Marescaux(inne języki) (1948–)
- Katia Krafft i Maurice Krafft
- Arsène Wenger (1949–)
- Othmar Zeidler(inne języki) (? – 1911)
- Yves Congar (1904–1995)